# Phyllanthus chamaepeuce
Phyllanthus chamaepeuce là một loài thực vật có hoa trong họ Diệp hạ châu. Loài này được Ridl. miêu tả khoa học đầu tiên năm 1893.